# 皇家马德里足球俱乐部历史
本條目記錄有關皇家马德里足球俱乐部的歷史。

## 早年時期（20世紀初）

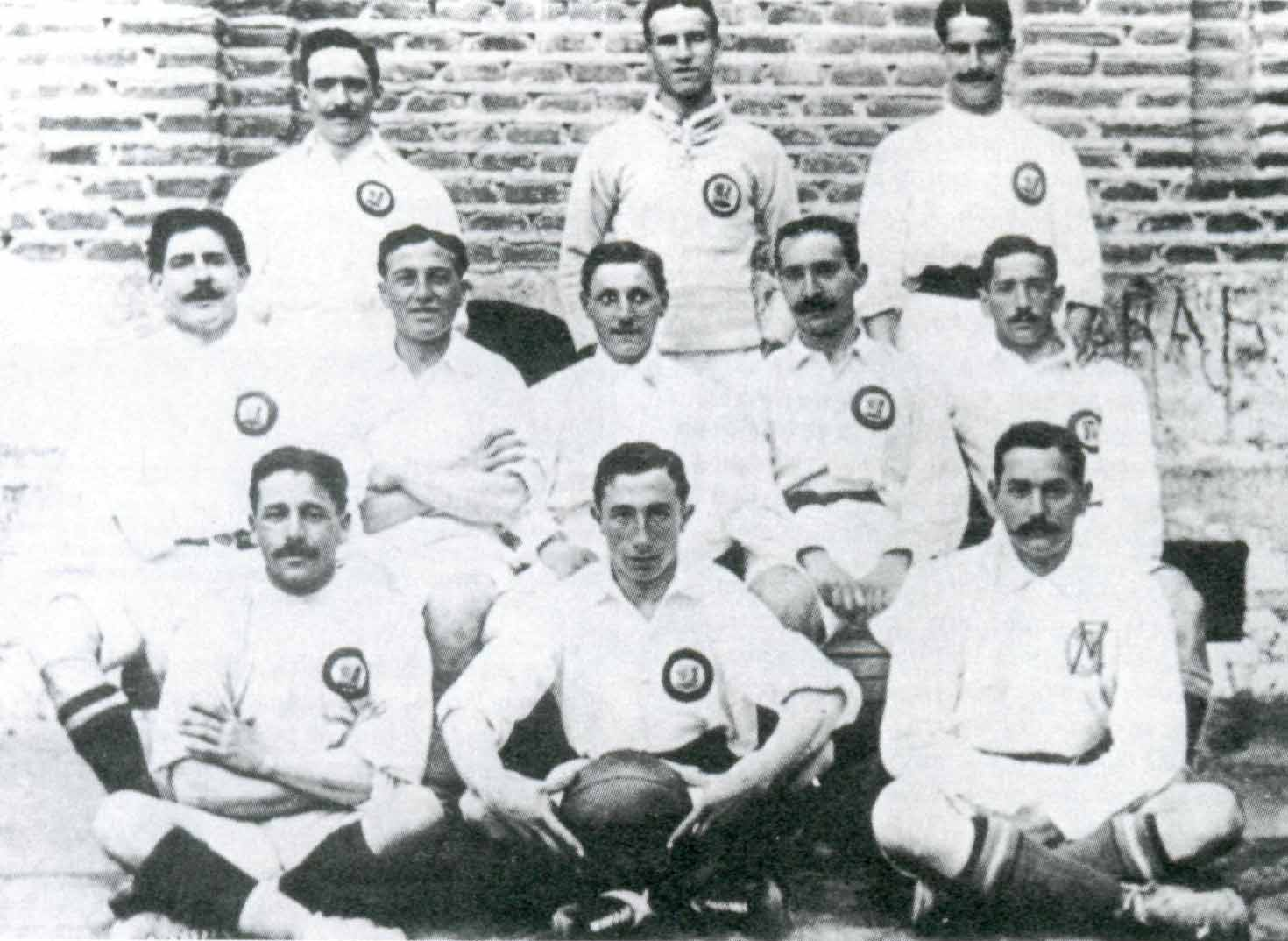
1905年的馬德里足球會

馬德里在1890年代由一間學院的老師及學生開始引入足球運動，1895年創立Football Sky足球隊，1900年球隊分裂為New Foot-Ball de Madrid及Club Español de Madrid，Club Español de Madrid第一任會長為帕拉斯奧斯（Julián Palacios）  。1902年3月6日，球會再一次分裂，帕拿斯奧斯創立新球會馬德里FC（Madrid Football Club），這一間球會亦漸漸成為後來的皇家马德里。
，當時球衣款式採用了英國倫敦球會科林蒂安足球俱乐部（Corinthian F.C.）的白色上衣配上白色短褲及藍襪，球會第一任會長為胡安·柏度斯（Juan Padrós Rubió），同年球會獲邀請參加慶祝西班牙國王阿方索十三世登基而創辦的加冕盃，第一場以一比三不敵巴塞罗那，幸好在另一項賽事Copa Gran Peña（原本比賽由國王盃兩支落敗球隊參加作為安慰獎，但New FC de Madrid事前退出改由愛斯賓奴）擊敗愛斯賓奴奪得冠軍，成為球會第一項獎盃，翌年首次殺入西班牙國王盃決賽，可惜以二比三不敵畢爾包。1904年馬德里FC與同市的 Moderno Amicale 及 Moncloa 合併，翌年在西班牙國王盃以1比0擊敗畢爾包獲得球會首項正式賽事錦標。這時胡安柏度斯辭去會長一職，由其弟弟卡洛斯·柏度斯（Carlos Padrós）上任。1905年至1908年連續四年奪得國王盃，成為西班牙首間可永久保存國王盃的球會。1910年球會委任英國人阿瑟·莊臣（Arthur Johnson）為創會第一位領隊；1912年馬德里FC搬入O'Donnell球場為創會首個專屬球場。
1916年國王盃，馬德里FC與巴塞隆拿進行準決賽賽事，首回合巴塞隆拿二比一取勝，首回合則馬德里FC四比一取勝，須要進行重賽，雙方重賽打成六比六以進行第二場重賽。4月15日，馬德里FC與巴塞隆拿在國王盃進行第四場對決，馬德里FC攻入的第四入球為越位，因此巴塞眾球員離比賽結束剩下七分鐘退出球場以示抗议越位进球，最終馬德里FC以四比二取勝。然而在馬德里FC與畢爾包進行的决赛在巴塞隆拿舉行，今次事件自此馬德里FC（皇家馬德里）與巴塞隆拿在往後的日子形成一種敵對的局面。1920年6月26日，西班牙國王阿方索十三世為表揚球隊佳績，賜封「皇家」（Real）這個頭銜給馬德里FC，「皇家馬德里」遂成為球會正式名稱，同年12月皇家馬德里首次出國外訪，到意大利進行交流。
1929年，皇家馬德里成為首屆西班牙足球聯賽參賽球隊之一，球隊在最後一輪聯賽開打前，皇家馬德里與巴塞隆拿同樣取得23分位列聯賽首兩名，皇家馬德里以較佳得球差（當時得球差是以入球數目減去失球數目得來的）壓倒對手成為榜首，但球隊在最後一輪聯賽以0比2不敵畢爾包，而巴塞隆拿則以4-1取勝，令皇家馬德里失去奪得第一屆聯賽冠軍的機會。

### 白色皇朝的序幕——班拿貝（1930年代—1940年代）
1930年代，西班牙第二共和国成立，廢除君主制，皇家馬德里被下令除去「皇家」其頭銜及會徽上王冠的標誌，重新回復為馬德里FC。
1930年，皇家馬德里以破球會紀錄轉會費，從愛斯賓奴挖角里卡多·萨莫拉，在萨莫拉協助下，在1931/32年賽季以不敗成績首次奪得聯賽錦標，之後兩年亦後成功衛冕聯賽冠軍及奪得失落17年的國王盃。1936年第七次奪國王盃之時西班牙內戰爆發，國內所有球賽被迫暫停，3年後內戰結束但他們的主場 Chamartín 球場卻被戰火轟炸而倒塌。進入1940年代馬德里FC復名皇家馬德里，1943年9月15日宣佈成為球會新一任會長，這一天亦代表皇家馬德里進行新的時代，這位球員時代及教練時代都曾經效力皇家馬德里的班拿貝，為球隊在日後作出革新的改變。在班拿貝在1944年購買一幅地皮興建新球場之用，1947年12月14日新球場落成，並以會長班拿貝之名命名，為班拿貝球場，自此之後成為皇家馬德里的專屬主場。在班拿貝掌管下，雖然邀請國家隊教練昆高斯（Jacinto Quincoces）加入球隊，但球隊在1940年代成績並不如理想，只是在1946年及1947年連奪國王盃而已。

#### 球王君臨（1950年代前期）
1952年是皇家馬德里50年週年紀念，球會舉行一連串慶祝活動，包括進行一項紀念賽邀請外隊參加，被邀請的有40年代五奪瑞典聯賽冠軍的諾確平及哥倫比亞勁旅百萬富翁，百萬富翁最終獲得紀念賽冠軍，而隊中有一位球員在紀念賽亮相令會長巴拿貝以及皇馬球迷歎為觀止，他就是阿根廷天才翼鋒。巴拿貝一心希望將他收歸旗下，但他本已與巴塞隆拿簽約並參與過3場友誼賽，令談判持續長達一年（其實阿尔弗雷多·迪斯特凡诺原定選擇加盟巴塞隆拿，因為皇家馬德里與政府關係密切而令事件受到阻滯）。幾經波折下，迪·史提芬奴終於在1953年12月改投皇家馬德里。他加盟後以擁有高超入球能力，迅速為皇馬取得21年來首個聯賽寶座。他在聯賽共射入29球，壓倒巴塞隆拿王牌射手卡巴拉（Kubala）成為神射手，翌年再度蟬聯聯賽冠軍，迪斯特凡诺在該季共射入25球。此屆聯賽冠軍令他們可以參加首屆舉辦的欧洲冠军杯。

#### 稱霸歐洲（1950年代中期）
皇馬參加首屆歐洲冠軍球會盃的首個對手乃瑞士的，兩回合以7比0輕鬆出線，在半準決賽以4比3擊退南斯拉夫的贝尔格莱德游击殺入準決賽，而第一場歐洲賽事敗仗是在次回合0比3大輸給對手；準決賽的對手是當時擁有「瑞典三劍俠」——、及的意大利豪強AC米蘭，皇馬先在首回合4比2擊潰對手，然而次回合1比2被擊倒，皇馬幾經辛苦以5比4壓倒紅黑兵團，得以晉級首屆歐冠盃決賽爭奪冠軍。
1956年6月13日決賽在法國巴黎王子球場進行，對手是擁有主場之利的蘭斯，他們隊中擁有一位傳奇射手——雷蒙高帕所帶領，無疑這場是進攻大比併，冠軍是取決兩隊王牌射手的臨場表現。在自己國土比賽的蘭斯一開賽10分鐘先入兩球，迪史提芬奴為皇家馬德里打為1比2，接著雷亞（Hector Rial）30分鐘的入球為球隊增添希望，可惜對手再添一球，但比賽後段才是真正的高潮，馬基圖斯（Marquitos）的入球再次打成平手，最後里亚尔錦上添花得以反敗為勝。4比3的比數令皇家馬德里成為第一個歐洲盟主，亦為球會展開精彩而傳奇的輝煌時刻。
| 1956年6月13日 巴黎，巴黎王子球場 入座人數:38,239 |          | |
| 蘭斯 | 3 - 4    | 皇家馬德里 |
| 6' Michael Leblond 10' Jean Templin 62' Michael Hidalgo                                                                                                |          | 14' 迪史提芬奴 30' Hector Rial 67' Marcquitos 79' Hector Rial                                                                  |
| | 正選陣容 | |
| René Jacquet Simon Zimny Raoul Giraudo Michel Leblond 羅伯特·瓊奎特 羅伯特·西亞特卡 Michel Hidalgo Leon Glovacki Raymond Kopa René Bliard Jean Templin |          | Juan Alonso Angel Atienza Rafael Lesmes 米基爾文奴斯 馬古圖斯 José Maria Zarraga Joseito Jose Marchal 迪史提芬奴 希達雷亞 真圖 |
| | 領隊     | |
| 阿爾伯特·巴特 |          | Pepe Villalonga |

#### 五度封王（1950年代後期）
皇家馬德里贏得第一屆歐冠盃冠軍後，決定把這位法國人從蘭斯帶到皇馬。第二屆歐冠盃皇馬以衛冕者身份繼續參與，該屆賽事皇馬先後擊敗維也納迅速、里爾及曼聯殺入決賽，而該屆決賽舉行球場正好是在巴拿貝球場舉行，最後在超過十二萬位主場球迷的支持下，憑迪史提芬奴及真圖（Francisco Gento）的入球，以二比零輕鬆擊敗意甲冠軍佛罗伦萨順利衛冕冠軍，數天後聯賽更以無敵的姿態四年內三度奪標，成為球會史上首個雙料冠軍，奪標功臣迪史提芬奴因而高票當選為歐洲足球先生。
| 1956年6月13日 馬德里，巴拿貝球場 入座人數:124,000                                                                                 |          | |
| 皇家馬德里 | 2 - 0    | 費倫天拿 |
| 70' 迪史提芬奴 (十二碼) 76' 真圖                                                                                                  |          | |
| | 正選陣容 | |
| Juan Alonso Manuel Torres Rafael Lesmes 米基爾文奴斯 馬古圖斯 Jose Maria Zarraga 雷蒙高帕 Enrique Mateos 迪史提芬奴 希達雷亞 真圖 |          | Giuliano Sarti Ardico Magnini Sergio Cervato Aldo Scaramucci Alberto Orzan Armando Segato Julinho Guido Gratton Giuseppe Virgili Miguel Montuori Maurilio Prini |
| | 領隊     | |
| José Villalonga |          | Fulvio Bernardini |

緊接著的數年迪史提芬奴、雷蒙高帕及亨托一起為皇馬寫下傳奇的皇朝。1958年他們力爭第三年奪得歐冠盃，結果以六比零、八比零以及四比零先後大破安特衛普、西維爾及華沙斯晉身決賽。決賽對手是意大利的AC米蘭，比賽首先由舒亞芬奴（Juan Alberto Schiaffino）於69分鐘為AC米蘭先開紀錄，直到74分鐘迪史提芬奴將比數追至一比一，接著兩方球隊同樣把握機會各入一球，最終當屆攻擊力最強的兩支球隊打成二比二，比賽進入加時階段，加時上半場17分鐘，隊長真圖擺脫一眾AC米蘭後衛攻入奠定勝局的一球，使皇馬第三度成為歐洲冠軍。
數月後皇馬再有一位出色的天才球員加盟，被譽為「匈牙利球王」的球員－—（Ferenc Puskás），他的加入令球隊如虎添翼，1959年及1960年先後擊敗蘭斯及法蘭克福，當中1960年的決賽普什卡什的四球，迪史提芬奴的三球令皇馬以7比3大勝法蘭克福，完成歐洲五連霸的光輝紀錄。而這段時期聯賽更四次登上寶座。

### 皇朝衰落（1950年代後期）
1960年助皇馬完成歐洲五連霸紀錄，五屆決賽均有入球，年屆34歲的迪史提芬奴慢慢退下。當皇馬挑戰連續第六次奪冠時，他們在歐冠盃首個對手正是國內宿敵巴塞隆拿，首回合先由巴塞小勝二比一，及後次回合球隊力挽狂瀾不成下出局，冠軍最後由葡萄牙的本菲卡獲得。巴塞不但終止皇馬6奪歐冠盃的希望，在聯賽皇馬僅以得失球差少四球失落冠軍。然而同年首屆丰田杯皇馬以大比數擊敗烏拉圭成為冠軍。
隨著多位協助五奪歐冠盃的猛將相繼離去，皇馬實力不復當年，儘管1962年再次殺入歐冠盃，但對手正是擁有「黑豹」欧塞比奥坐鎮的上屆冠軍賓菲加。面對球隊老化的皇馬，比賽末段尤西比奧連入兩球，皇馬最後以3比5反勝為敗。

### 聯賽巨人（1960年代—1970年代）
此段時期歐洲賽事已不再是皇馬的舞台，皇馬重心反而轉移在本土聯賽。迪史提芬奴退休後，普斯卡斯及成為領軍人物，同時有多位具潛質的新人加入，包括哥素（Ramón Grosso）、蘇高（Ignacio Zoco）、派利（Pirri）及艾曼奧（Amancio Amaro）。1961年至1968年8年間皇馬七奪聯賽冠軍，1966年再晉身歐冠盃決賽，2比1擊敗柏迪遜第6度成為歐洲冠軍，而真圖6奪錦標成為至今為止奪得最多歐冠盃的球員。
雖云贏了歐冠杯，但踏入70年代，皇馬已無法顯出歐洲班霸本色，1969-70年球季只得聯賽第四名，為歐冠盃辦以來首次沒有皇馬份兒，最為慶幸的只是1971年首次殺入歐洲盃賽冠軍盃決賽，決賽階段與英格蘭球會車路士一比一打成平手，但重賽卻以一比二落敗。雖然同年效力長達18年的隊長真圖宣佈退休，但皇馬在之後九年內能六次登上聯賽寶座。1977年當球會正值慶祝75週年之時，卻在聯賽意外地以第9名完成賽事，導致球會首次無法參加歐洲賽事。翌年被譽為「皇馬之父」，擔任球會會長35年的巴拿貝於6月2日與世長辭，終年83歲。

### 兀鷹空降（1980年代）
70年代末，皇馬引入三位帶領球隊進入中興時期的三名球員:（José Antonio Camacho）、（Juan Gomez）及（Ulrich Stielike）。這三人帶領球隊於1981年奪得失落多年的歐冠盃決賽席位，對手是當時在英格蘭球壇橫行霸道的利物浦，但可惜0比1落敗，令皇馬失去奪歐冠盃的美夢。
1982年球隊50年代名將迪史提芬奴重返球會擔任領隊，上任後球隊成績強差人意，唯一成就是帶領球隊晉級決賽，但決賽面對當時由亞歷斯·費格遜帶領的蘇格蘭新貴阿伯丁，賽前奪冠呼聲最高的皇馬，竟以1比2落敗，球會在難以接受賽果下將這位名將革職，由同是前球員的艾文斯圖（Amancio）接替。當時他將一位乙組聯賽神射手邀請加入球隊，就是他－「兀鷹」（Emilio Butragueño）。
布特拉格诺的加盟為皇馬重新建立歐洲強豪形象。除了布達堅奴，隊中加入新球員米歇尔（Míchel）、豪尔赫·巴尔达诺（Jorge Valdano）、（Hugo Sánchez），再加上舊有班底如卡马乔、戈麦斯及施蒂利克，皇馬組軍已近乎完成。再次執教的路易斯·莫洛尼（Luis Molowny）帶領被譽為「兀鷹軍團」的皇馬，先於1985年5月22日勇挫維迪奧頓首奪冠軍，足足19年後再次奪得歐洲賽事錦標，翌年他們再擊敗德國科隆成功衛冕，及後於1986年重奪闊別6年的聯賽錦標，其後更連奪4年聯賽冠軍，平了球會60年代連奪5年聯賽冠軍紀錄，1990年更創下38場射入107球的最高聯賽入球的新紀錄，而乌戈·桑切斯於1985年至1990年六年間五次成為聯賽神射手，共射入剛好150球。
正當以為皇馬可以保持氣勢重新在歐冠盃大展拳腳，但多年缺乏參加歐冠盃的經驗，使得皇馬連續三年先後遭拜仁慕尼黑、埃因霍温及AC米蘭於準決賽淘汰，其中1989年以0比5大敗給當時擁有「荷蘭三劍俠」的AC米蘭，令雄心壯志的皇馬一下子被打沉。

### 新舊交接（1990年代）
80年代為球會立下汗馬功勞的一班功臣，隨著年紀紛紛退下。米高、華丹奴、甘馬曹、史泰歷克及乌戈·桑切斯一個一個離開。同時宿敵巴塞隆拿開啟盛世，對方領隊領導一班精英包括（Andoni Zubizarreta）、（Hristo Stoichkov）及（Ronald Koeman）組成「夢之隊」連續4年登上聯賽寶座。這時皇馬挖角了多名球員加盟球隊，包括（Fernando Hierro）、（Iván Zamorano）、（Míchel Laudrup）及（Luis Enrique）。威尔士的（John Toshack），西班牙的比赫加（Leo Beenhakker），南斯拉夫的（Radomir Antic）以及迪史提芬奴曾在這時短期擔任領隊。1995年華丹奴成為繼迪史提芬奴及甘馬曹後又一位前皇馬名宿重返球會執教，在他的領導下重獲該屆的聯賽冠軍，但氣勢一下子不能繼續保持，翌年只得排名第6，更令他們喪失參加歐冠盃的資格。
1996年是皇家馬德里重要的一年，首先邀請AC米蘭冠軍級領隊加入，引入（Clarence Seedorf）、（Predrag Mijatovic）及（Fernando Redondo），當然還有由马德里竞技青年軍轉投的西班牙金童。以全新形象亮相的他們與當時擁有的巴塞隆拿對抗，最終雙循環均擊敗對手奪得1997年聯賽冠軍，翌年再次出席欧冠，可惜卡佩罗忽然返回AC米蘭，由希基斯（Jupp Heynckes）走馬上任。1998年的歐聯皇馬首次晉升歐洲聯賽冠軍盃決賽（歐洲冠軍球會盃於1992年改制為歐洲聯賽冠軍盃）。闊別32年，一眾球員希望為球隊繼1966年後可以再成為歐洲冠軍。結果皇馬在決賽下半場66分鐘由米亚托维奇憑旁證誤判，在越位位置面對方門將射入致勝的一球，結果皇馬經過一段漫長的時間，才以極不光彩的方式再次登上歐洲最高寶座。
| 1998年5月20日 阿姆斯特丹，阿姆斯特丹球場 入座人數:45.770                                                                                                   |          | |
| 皇家馬德里 | 1 - 0    | 祖雲達斯 |
| 67' 米積杜域 |          | |
| | 正選陣容 | |
| 施拿 希亞路 彭路基 M·辛捷士 羅拔圖卡路士 施多夫 列當度 卡林保 (90' 後備入替 阿馬維斯卡) 魯爾 (81' 後備入替 J·辛捷士) 摩連迪斯 (89' 後備入替 蘇加) 米積杜域 |          | 佩雷斯 托利斯里 蒙迪路 祖利安奴 比索圖 (70' 後備入替 方辛加) 迪里維奧 (46' 後備入替 泰基拿迪) 迪甘斯 (77' 後備入替 干地) 施丹 戴維斯 迪比亞路 F.恩沙基 |
| | 領隊     | |
| 約翰·陶錫 |          | 納比 |

### 銀河兵團（2000年至2006年）
90年代末皇家馬德里再一次成為歐洲第一球會，荷蘭人希汀克協助他們奪得第二個後，繼承多位名將執教母會的比森特·德尔·博斯克（Vicente del Bosque）繼1994年再回皇馬，他的加盟將處於黃金時期的皇馬推至最高峰。聯賽仍然受制於對手之下，歐聯的表現顯得精彩，在2000年分組賽階段成功壓倒上屆被對手淘汰的，其後更擊敗上屆冠亞軍曼聯及拜仁慕尼黑，決賽面對當屆聯賽成績比他們優異的，以3比0輕鬆大勝對手，3年內2次奪取歐聯冠軍。同年承諾將巴塞隆拿的重心球員帶到馬德里的弗洛伦蒂诺·佩雷斯（Florentino Pérez）成功擊敗（Lorenzo Sanz）成為皇家馬德里第15任會長，並為將球會打造成「銀河兵團」展開序幕。
皮里斯上任後，驚人地從世仇巴塞隆拿以3800萬英鎊打破當時轉會費的世界紀錄，挖角葡萄牙中場兼2001年世界足球先生得主路易斯·菲戈，費高的轉會消息傳出後，巴塞隆拿球迷嚴厲批抨費高加盟皇家，並稱呼他為「叛徒」。2001年聯賽及歐聯表現失準之後，帶領法國國家隊登上高峰的以6400萬美元破世界紀錄來投。雖然西班牙盃不敵拉科魯尼亞，幸好的是皇馬第三度殺入歐聯決賽，並憑魯爾以及施丹一記漂亮的窩利入球，協助球會2比1擊敗勒沃库森來慶祝球會成立100週年。
| 2002年5月15日 格拉斯哥，咸普頓公園球場 入座人數:51.456 |          | |
| 皇家馬德里 | 2 - 1    | 利華古遜 |
| 8' 魯爾 45' 施丹 |          | 14' 盧斯奧 |
| | 正選陣容 | |
| (68' 後備入替 卡斯拿斯) 施薩·山齊士 米高．費南迪斯 希亞路 希古拿 羅拔圖卡路士 (61' 後備入替 ) 費高 (73' 後備入替 法維奧·干斯卡奧) 馬基利尼 施丹 蘇拿利 魯爾 摩連迪斯 |          | 畢特 施比斯恩 (65' 後備入替 基斯頓) 施夫高域 盧斯奧 (90' 後備入替 巴碧) 柏拉辛迪 舒尼達 羅美路 爾迪雷·巴斯杜克 波歷克 紐維利 比達錫 (39' 後備入替 貝碧托夫) |
| | 領隊     | |
| 迪保斯基 |          | 托比慕拿 |

皮里斯的明星政策，其後數年高價挖角數名世界級球員：2002年收買協助巴西國家隊奪得第5個世界盃的罗纳尔多；2003年有曼聯的「萬人迷」貝克漢加入；2004年還有利物浦射手；2005年被譽為巴西新球王及塞维利亚射手儒利奥·巴普蒂斯塔同樣加入「銀河軍團」。
挖角了多位世界級球員加盟，對皇馬的貢獻主要在商業收入方面。當曼聯連續八年成為全世界收入最高的球隊後，曼聯在2004-05年度被皇馬趕過排名跌落第二位，收入由對上一年的1億7150萬英鎊退減到只有1億6640萬英鎊。而同期皇馬則上升至1億8620萬英鎊，其中超越40%的收入來自商業活動。收入的大增，令身為主席的皮里斯順利連任，同時間每年都在世界各地搞表演賽賺取收益。
雖然單以球員陣容而論是世界上最具星級的一隊，可惜球隊竟然在這時發生人事紛爭，先有帶領俱樂部連得佳績的領隊迪保斯基突然離任，其後俱樂部多名星級主力進行內鬥，令多名領隊皆以無法駕馭一眾球星為由速速離任，加上球隊實力隨著球員年老、後防不穩有所下降，自2003年聯賽冠軍後皇家馬德里再沒有奪得獎項，而「銀河軍團總設計師」的主席弗洛伦蒂诺·佩雷斯為了承擔球會第三個年頭沒有奪得主要獎項，於2006年2月27日宣佈辭職，亦象徵他們的一年一星計劃的正式結束，該會長一職最後由副主席費南度馬田接任。豈料在2006年4月26日的董事局特別會議上，有15位董事局成員向費蘭度馬田投不信任票，結果令他被迫辭職，由董事局最年長成員蒙迪贊奴暫代，會長競選亦提前在2006年7月2日舉行，最後（Ramón Calderón）成功當選，卡特朗上任後邀請了意大利名帥卡比路重返球會擔任領隊，而前皇馬球員米積杜域則擔任體育總監。

### 後卡比路時期（2006年至2007年）
卡比路上任皇馬教練後即時大刀闊斧，清除了一些球員如加維臣、巴迪斯達等等，而狀態不斷下滑的朗拿度也是被清除之列，他曾被AC米蘭斟介，惟交易最終被拉倒。同時卡比路還買入了一些多位高質素球員，包括意大利後衛簡拿華路及荷蘭射手雲尼斯杜萊。
卡比路在戰術上有別於以往皇馬的作風，不再單一強調進攻，而改為重視防務。先在第一場西甲聯賽以0比0賽和對手維拉利爾，及後也在多場比賽採用同樣戰術。這種注重防守的戰術並不受球迷歡迎，而成績方面亦沒有特別進步。結果卡比路在1月的轉會市場裡購入了三名新力軍，包括巴西的马塞洛，以及兩名阿根廷新星加高與希古恩，另一方面遭卡比路棄用的中場球員碧咸決定不會與球會續約，並宣佈季尾後遠赴美國加盟洛杉磯銀河，而卡比路聲稱碧咸離開皇馬前不會獲得上陣機會。
就在聯賽結束前的五場，皇馬取得多場勝利，加上宿敵巴塞隆拿的失分，使皇馬能後來居上，最終在「殺科」戰以3比1反勝馬略卡，並以較佳對賽成績壓過巴塞，奪得闊別4季的聯賽錦標。同時隊中兩名球星碧咸及羅拔圖卡路士亦季後離開球隊。

### 近年（2009年至今）

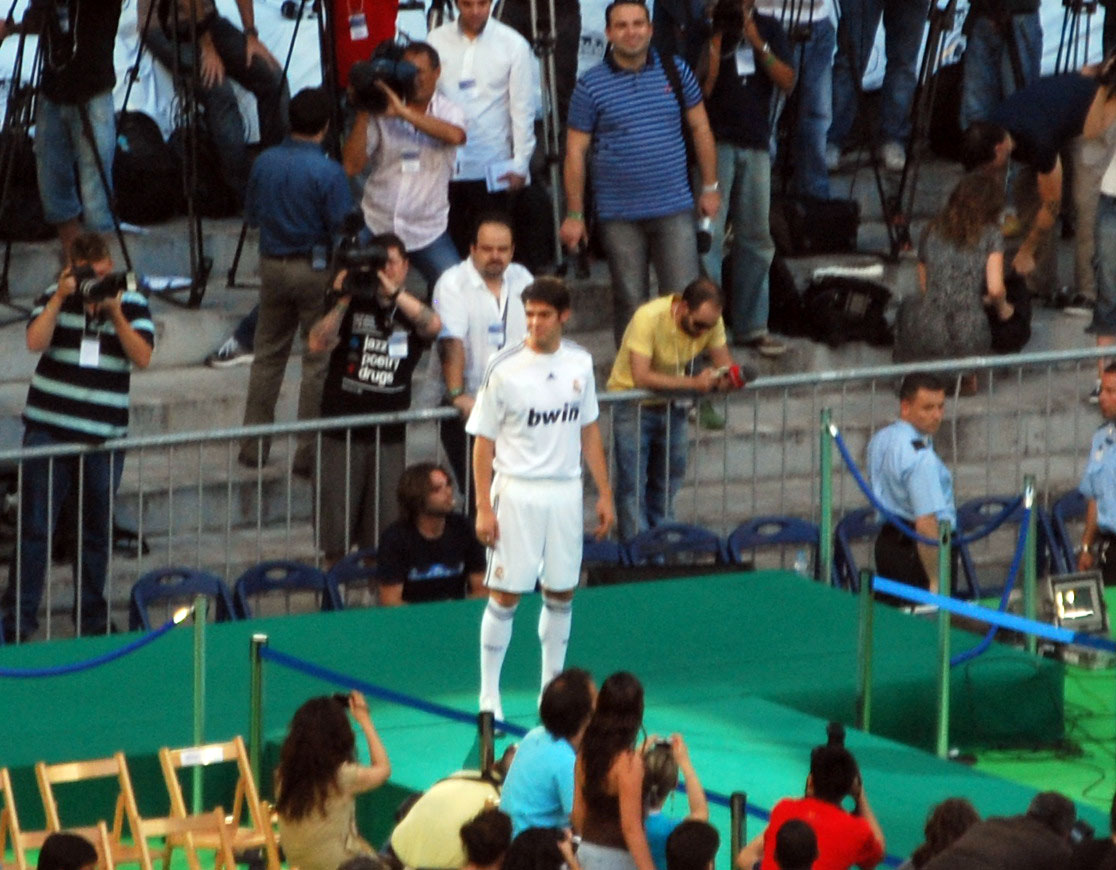
卡卡君临班拿貝。

2009年6月1日前皇馬主席佩雷斯在沒有對手下成功第二次上任，他準備耗資3億歐元去重新打造一支全新的皇馬，再次揚威歐洲賽場。首先他請了維拉利爾的教練柏歷連尼任皇馬新銀河艦隊的教練。在卡卡、基斯坦奴·朗拿度、艾比奧爾、艾比路亞和沙比·阿朗素先後來投，以及回收了加雷和購回自家青訓營的尼格度和格尼路，新銀河艦隊逐漸成形，亦已成功令皇馬再次星光熠熠，回復當年的霸氣。

## 外部連結
- 皇家马德里官方網站－球會歷史 （页面存档备份，存于）

1. ↑  皇家馬德里官方網站. .   [2007年12月17日]. （原始内容存档于2013年12月21日）.
2. ↑  皇家馬德里官方網站. .   [2007年12月17日]. （原始内容存档于2013年12月21日）.
3. ↑  皇家馬德里官方網站. .   [2007年12月17日]. （原始内容存档于2013年12月21日）.